# Правляча королева
Правляча королева (англ. Queen regnant) — жінка-монарх, рівнозначна королю, яка править самостійно, на відміну від королеви-консорта (дружини правлячого монарха) або королеви-регента (тимчасово править замість дитини-монарха як опікунка).
Правляча королева має та здійснює суверенні повноваження, тоді як королева-консорт ділить звання і титули чоловіка, але не поділяє його суверенітет. Чоловік правлячої королеви традиційно не розділяє рангу дружини, титулу чи суверенітету і має титул принца-консорта.

## Історія

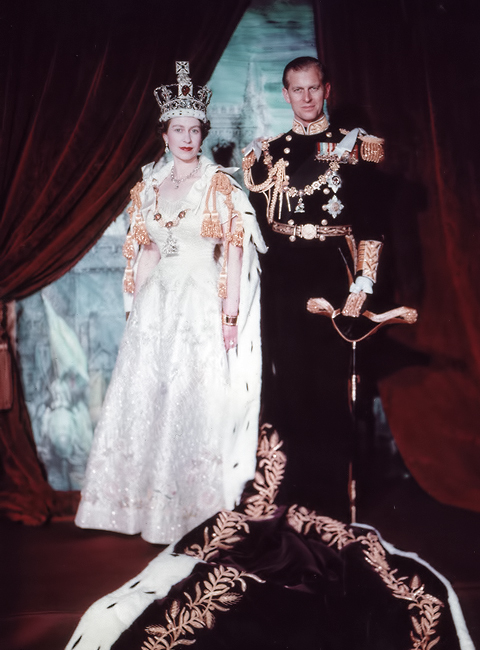
Єлизавета II, королева Сполученого Королівства Великої Британії та Північної Ірландії, з чоловіком з нагоди її коронації у 1953 році

У Стародавній Африці, Стародавній Персії, Азійській і Тихоокеанській культурах та в деяких європейських країнах жінкам-монархам присвоювали титул короля або його еквівалента, наприклад фараона, коли стать не мала значення для посади, або ж використовували чоловічу форму слова в мовах, які мають граматичний рід як спосіб класифікації іменників. У візантійської імператорки Ірен іноді фігурує титул басилевс (грец. βασιλεύς), «імператор», а не basilissa (грец. βασίλισσα), «імператриця»; Ядвіга Анжуйська була коронована як Rex Poloniae, король Польщі.
Серед монархів династії Давида Юдейського царства згадується єдина правляча цариця Аталія, хоча єврейська Біблія сприймає її негативно як узурпаторку. Набагато пізніше Юдейським царством правила ще одна цариця, але з роду Хасмонеїв — Саломея Александра.
Вступ на престол правлячої королеви відбувається відповідно до порядку престолонаступництва країни. Способи престолонаступництва королівств, племінних князівств включають номінацію (правлячий монарх або рада називає спадкоємця), первородство (діти монарха чи вождя мають перевагу в порядку народження від старшого до наймолодшого), або мінорат (діти мають перевагу у зворотному порядку народження від наймолодшого до старшого). Престолонаступництво може бути за материнською, батьківською або змішаною лінією; або, рідко відкритою для загальних виборів, коли це необхідно. Право правонаступництва може бути відкритим для чоловіків і жінок або обмежено лише для чоловіків чи жінок.

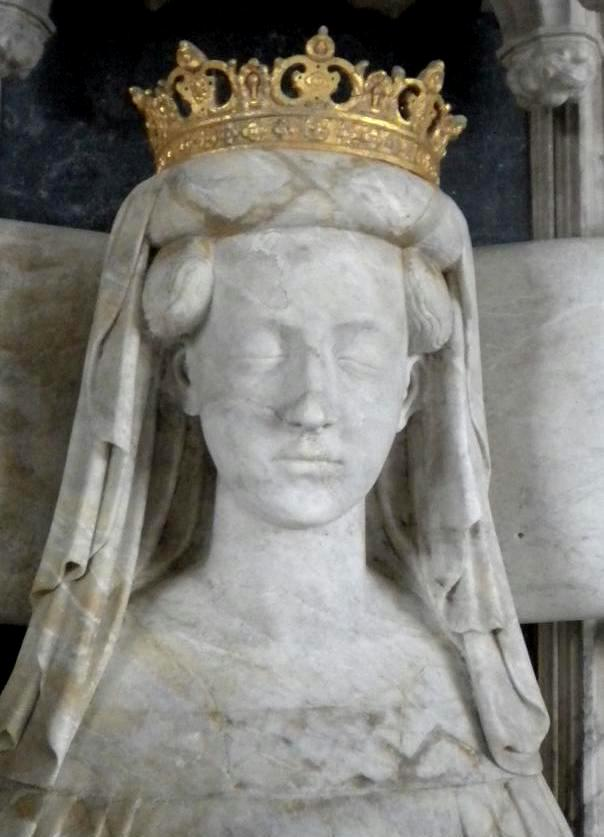
Маргарет I правила Данією, Норвегією та Швецією в кінці XIV — на початку XV століття.

Найбільш типовим правонаступництвом в європейських монархіях від пізнього середньовіччя до кінця XX століття було престолонаступництво по чоловічій лінії: порядок спадкоємства синів монарха визначався за порядком їх народження. Деякі королівства відповідно до Салічного закону забороняли престолонаступництво жінкам. Наприклад, жодна королева не правила Францією. Лише одна жінка, Марія Терезія, правила Австрією.
Наприкінці 20 — на початку 21 століття Швеція, Норвегія, Бельгія, Нідерланди, Данія, Люксембург та Велика Британія внесли зміни до своїх законів про правонаступництво на абсолютну (рівну) прімогенітуру (діти монарха мають перевагу в порядку народження від старшого до молодшого незалежно від статі). У деяких випадках зміна не набуває чинності протягом життя людей, яким вже визначено порядок правонаступництва на момент прийняття закону.
У 2011 році Сполучене Королівство та 15 інших королівств Співдружності погодилися зняти правило першородства чоловічої статі. Після прийняття необхідного законодавства це означає, що якби первісткою принца Вільяма була дочка, молодший син не став би спадкоємцем.
У 2015 році Єлизавета II стала королевою, яка править найдовше, та жінкою-главою держави, яка перебуває на посаді найдовше в світовій історії.

### Східна Азія
У Китаї У Цзетянь стала китайською правлячою імператрицею та започаткувала династію Чжоу, яка перервалася з її смертю. Імператриця У використовувала титул хуангді (кит.: 皇帝, «імператор») і в багатьох європейських джерелах згадується як жінка-імператор, а не правляча імператорка. Кількома десятиліттями раніше в Кореї королеви Сондок та Чиндок розробили термін yoowang (кор. 여왕, «король-жінка») для позначення себе, використовуючи титул замість wangbi (кор. 왕비), що зазвичай перекладається як «королева-консорт» і стосується дружини короля чи імператора.
Хоча в Японії трон заборонений для жінок, це не завжди було так; протягом японської історії відзначають вісім правлячих імператорок. Знову ж таки, японська мова використовує термін josei tennō (яп. 女性 天皇, «володарка жіночої імперії») для посади, який в західній монархічній традиції відповідає титулу «правляча імператорка», з терміном kōgō (яп. 皇后) який застосовувався для королеви-консорт. Дебати про престолонаступництво в Японії стали важливою політичною проблемою на початку 2000-х, оскільки починаючи з 1965 року в Імператорському домі не народжувалися хлопчики. Прем'єр-міністр Коїдзумі Дзюнітіро пообіцяв представити парламенту законопроєкт, який дозволить жінкам зайняти Імператорський престол, але відкликав його після народження принца Хісахіто у 2006 році.

## Чинні правлячі королеви
Станом на березень 2024 року у світі нема чинних правлячих королев. Остання правляча королева — Маргрете II, королева Данії, зреклася престолу 14 січня 2024 року.